# Conservatorio Lorenzo Perosi
Il Conservatorio Lorenzo Perosi è un istituto superiore di studi musicali fondato a Campobasso nel 1971. È intitolato alla memoria di Lorenzo Perosi ed è un'istituzione di alta formazione musicale.

## Storia
Il conservatorio è ubicato nell'edificio che fu dell'ente "Casa degli orfani di guerra", costruzione di stile tipico dei primi anni del XX secolo. Il conservatorio dispone anche di un auditorium, di una sala di incisione e di una biblioteca. Al suo interno sono attive un'orchestra sinfonica ed una big-band jazz.

## Struttura
Il conservatorio è organizzato nei seguenti dipartimenti:
- Canto e teatro musicale
- Didattica
- Nuove tecnologie e linguaggi musicali
- Strumenti ad arco e corda
- Strumenti a fiato
- Strumenti a tastiera e a percussione
- Teoria e analisi, composizione e direzione